# Blohm & Voss Bv 238
Blohm & Voss Bv 238 – prototypowa niemiecka łódź latająca z okresu II wojny światowej. Zaprojektowana jako morski samolot patrolowy dalekiego zasięgu i transportowy; planowano wyposażyć ją w silne uzbrojenie obronne i możliwość przenoszenia bomb, w tym kierowanych).

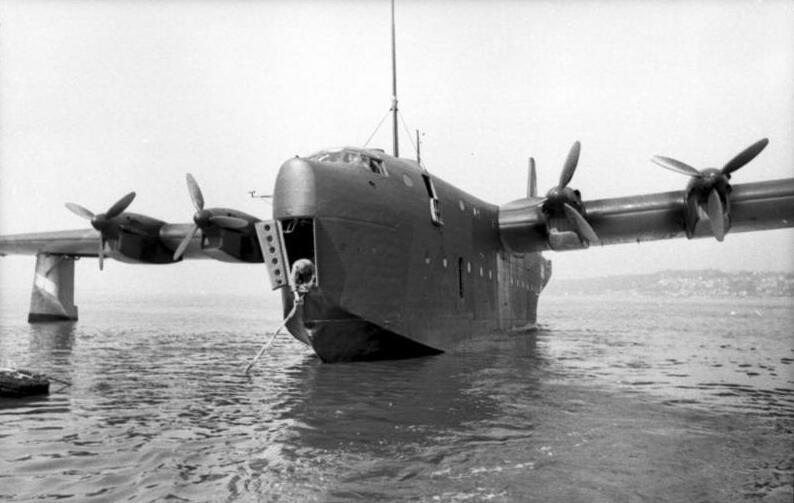
Zakotwiczona łódź latająca Blohm - Voß BV 238 15 czerwca 1944 roku na Łabie (Mühlenberger Loch)

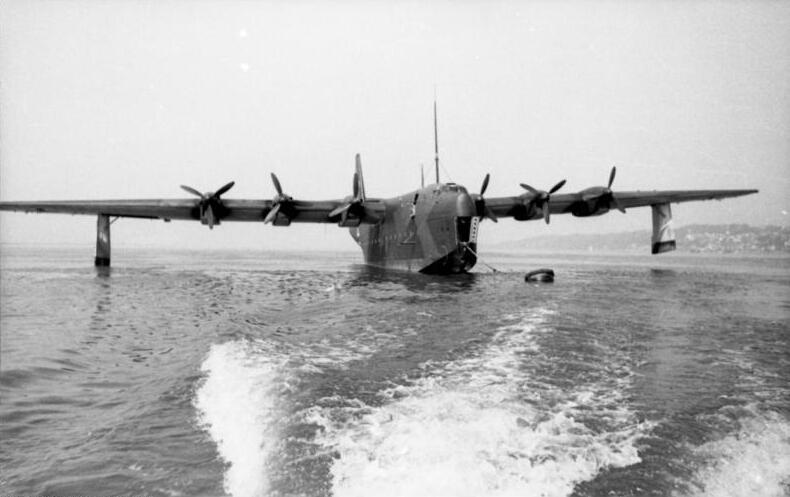
Łódź latająca Blohm - Voß BV 238 V1

## Historia
Po udanej konstrukcji łodzi latającej Blohm & Voss Bv 222 w wytwórni Blohm und Voss podjęto dalsze prace konstrukcyjne nad jeszcze większą łodzią latającą. Podjęte prace zaowocowały zbudowaniem na początku 1944 roku prototypu nowego samolotu, który otrzymał oznaczenie Blohm & Voss Bv 238.
Pierwszy prototyp tego samolotu (V1), został oblatany w dniu 11 marca 1944 roku, stając się największym w owym okresie samolotem transportowym świata, który był o kilkadziesiąt ton cięższy od Boeing B-29 Superfortress. W połowie 1944 roku maszyna była gotowa do przekazania Luftwaffe, ale w związku z praktyczną klęską Niemiec w bitwie o Atlantyk znikło zapotrzebowanie na tego typu samolot. Nakazano przerwać próby, a samolot zamaskować na jeziorze Schaalsee w północnych Niemczech. Przetrwał on bez uszkodzeń zimę 1944/45 roku, ale później został wykryty przez zwiad lotniczy i 24 kwietnia 1945 roku zniszczony przez brytyjskie samoloty. Po wojnie w latach 1947-1948 wrak złomowano.
Rozpoczęto jeszcze budowę dwóch następnych prototypów, lecz nie zostały one ukończone i po wojnie zostały zezłomowane. Jednocześnie pracowano także nad lądową wersją BV 238, zwaną BV 250, która różniła się od łodzi latającej przede wszystkim tym, że posiadała wielokołowe podwozie.
BV 238 jest uważany za szczytowe osiągnięcie niemieckiej konstrukcji wodnosamolotów i pod wieloma względami nadal wyznacza trendy.

## Opis konstrukcji
Łódź latająca Blohm & Voss Bv 238 był to sześciosilnikowy samolot transportowy o konstrukcji metalowej w układzie górnopłatu.
W przedniej części kadłuba znajdowały się dwuczęściowe, rozchylane wrota umożliwiające załadunek i wyładunek ciężkiego sprzętu wojskowego na poziomie dolnego pokładu. Kolejny górny pokład za kokpitem załogi pomieścił dodatkowych pasażerów, zwiększając łączną pojemność do 300 ludzi.
Prototyp był nieuzbrojony, proponowane uzbrojonie miało składać się z 8 karabinów maszynowych MG 131 kal. 13 mm, które miały być rozmieszczone w kilku miejscach na pokładzie samolotu. Planowano również, że uzbrojenie obronne będzie obejmować dwa działka automatyczne MG151/20 kal. 20 mm w obrotowej wieży na części grzbietowej. Jednocześnie mógł zabierać bomby, oraz podwieszone pod skrzydłami cztery torpedy, lub zamiennie cztery bomby 1000 kg albo cztery pociski przeciwokrętowe Hs293.